# Вічне сяйво
«Вічне сяйво» («Amžinoji šviesa») — радянський художній фільм 1987 року, знятий режисером Альгімантасом Пуйпою на Литовській кіностудії.

## Сюжет
За мотивами повісті Рімантаса Шавяліса «Вічне світло».

## У ролях
- Відас Петкявічюс — Аніцетас
- Костас Сморігінас — Зігмас
- Віргінія Кельмеліте — Аміля
- Дайва Стубрайте — Пране
- Владас Тамошюнас — Бернасюс
- Оліта Даутартайте — тітка Амілі
- Повілас Будріс — Юлюс, кіномеханік
- Елегіюс Букайтіс — голова сільської ради
- Рімантас Шавяліс — Шавяліс, редактор районної газети
- Повілас Станкус — Петро Сергійович
- Віолетта Подольскайте — роль другого плану
- Альгімантас Вощікас — роль другого плану
- Рімантас Недзвецкас — роль другого плану
- Раймундас Сліжіс — Феліксас
- Я. Ясукенас — роль другого плану
- Пранас Діргінчюс — роль другого плану
- Я. Грігалюнас — роль другого плану
- Я. Стонкус — роль другого плану
- Гедимінас Пранцкунас — епізод
- Олександр Шиманскіс — епізод
- Аугустас Шавяліс — Шавяліс
- Тетяна Чекатовська — Марта

## Знімальна група
- Режисер — Альгімантас Пуйпа
- Сценарист — Рімантас Шавяліс
- Оператор — Рімантас Юодвалькіс
- Композитор — Юозас Ширвінскас
- Художники — Альгірдас Бружас, Галюс Клічюс